# Мохамед, Али Махди
Али Махди Мохамед (сомал. Cali Mahdi Maxamed; 1 января 1939 — 10 марта 2021, Найроби) — сомалийский военный, политический и государственный деятель. Президент Сомали (1991—1997). Сопредседатель Национального совета спасения.
Али Махди Мохамед был видным политическим деятелем в Сомали, и он сыграл важную роль в формировании Объединённого сомалийского конгресса (ОСК), который в составе коалиции вооружённых оппозиционных групп свергнуть президента Мохамеда Сиада Барре в январе 1991 года. Президентство Мохамеда также было отмечено фракционной борьбой и насилием, поскольку различные оппозиционные группы и полевые командиры боролись за власть в стране. Он не смог распространить свою власть за пределами столицы Сомали Могадишо и вместо этого соперничал за власть с лидерами фракций в южной части страны и с автономными субнациональными образованиями на севере.

## Биография
Мохамед родился в 1939 году в Джоухаре, сельскохозяйственном городке в южной части Среднего Шабелля в Сомали (тогдашняя колония Италии, известная как итальянское Сомали). Его семья происходит из подклана Абгал. Мохамед получил среднее образование в Могадишо. Закончил Каирский университет.

### Карьера
Мохамед начал свою карьеру в бизнесе, работая независимым предпринимателем из Могадишо, и впервые занялся политикой в 1968 году, борясь за место в парламенте в Могадишо.
После неудачной военной кампании в Огадене в конце 1970-х администрация Сиада Барре начала арестовывать правительственных и военных чиновников по подозрению в участии в неудавшемся государственном перевороте 1978 года. Большинство людей, которые подозревались в подготовке путча, были казнены без суда и следствия. Тем не менее, нескольким чиновникам удалось сбежать за границу, и они начали формировать первые диссидентские группы, призванных силой свергнуть режим Барре.
В 1980-х годах Али Махди Мохамед выступил против режима Мохамеда Сиада Барре, режим которого к этому времени стал непопулярным. По всей стране возникли движения сопротивления, поддерживаемые коммунистической администрацией Эфиопии Дерг.

### Президент Сомали
В начале 1991 года повстанцы выбили остатки армии Сиада Барре из Могадишо. Вскоре в конце января Объединённый сомалийский конгресс (ОКС) назначил Али Махди Мохамеда временным президентом страны на два года и предложил всем остальным антиправительственным группам совместно обсудить вопрос о формировании нового правительства. Однако после этого в стране начались межклановые противоречия, вылившиеся в полномасштабную гражданскую войну. Каждая из группировок стремилась установить власть над столицей. В ноябре председатель ОКС и генерал Мохамед Фарах Айдид, принадлежавший к племенной группе Хабар Гидир, части клана Хавийе, предпринял попытку сместить президента Али Махди Мохамеда. Переворот провалился, но после этого между ними началась острая борьба, продолжавшаяся в ходе операций ООН «Возрождение надежды» и «Продолжение надежды». После окончательного вывода миротворческих сил из Сомали Али Махди Мохамед и Мохамед Фарах Айдид согласились о прекращении боевых действий, ликвидации блокпостов боевиков и т. д. Но война вспыхнула с новой силой.
В 1991 году в Джибути прошла конференция многоэтапная международная конференция по Сомали, которую тогда принимал президент Джибути Гулед Аптидон. Айдид в знак протеста бойкотировал первую встречу. Благодаря легитимности, предоставленной Али Махди Мохамедом на конференции в Джибути, Мохамед впоследствии был признан международным сообществом в качестве нового президента Сомали (несмотря на то, что он даже не присутствовал на конференции). Джибути, Египет, Саудовская Аравия и Италия были среди стран, которые официально признали администрацию Мохамеда. Однако он не смог проявить свою власть за пределами столицы, и вместо этого соперничал за власть с другими лидерами фракций. Соревнование за влияние и ресурсы между Мохамедом и Айдидом продолжалось во время миссий ООН в Сомали в 1992—1995 годах.
В 1995 году Мохамед Фарах Айдид провозгласил себя президентом Сомали. Спустя год он погиб в одном из боёв близ Могадишо. Новым лидером ОКС стал сын Айдида — Хусейн. 16 октября 1996 года при посредничестве президента Кении Дэниэла арапа Мои произошла первая встреча между Али Махди Мохамедом и Хусейном Айдидом, в ходе которой была достигнута устная договоренность о прекращении огня. Однако боевые действия вскоре возобновились. 30 марта Али Махди и Хусейн Айдид договорились сформировать объединенную администрацию для управления Могадишо.
В 2000 году Мохамед участвовал в другой конференции в Джибути, где проиграл переизбрание. Выборы выиграл бывший министр внутренних дел Барре Абдикасим Салада Хасан. Мохамед выступил с речью о уступке, указав, что он уважает результаты выборов и будет поддерживать нового избранного президента и работать с ним.

### После президентства
В последующие годы Мохамед был занят бизнесом в Могадишо.
В ноябре 2020 года резко высказался о ситуации в Сомали, заявив, что «сейчас нет необходимости возвращаться к войне».
10 марта 2021 года Али Махди Мохамед скончался в больнице в Найроби, Кения, после заражения вместе с женой COVID-19 во время пандемии COVID-19 в Кении. Высшие должностные лица сомалийского правительства выразили соболезнования; в честь этого печального события в Сомали был объявлен трёхдневный траур.